# Верхня Тура
Верхня Тура́ (рос. Верхняя Тура) — місто, центр Верхньотуринського міського округу Свердловської області.

## Географія
Місто розташоване на річці Тура (басейн Обі), за 187 км від Єкатеринбурга, за 8 км від Кушви.
Поблизу міста знаходиться одна з найглибших в Євразії Уральська надглибока свердловина.

## Населення
Населення — 9461 особа (2010, 11097 у 2002).

## Економіка
Містотвірним підприємством є Верхньотуринський машинобудівний завод, що входить у державну корпорацію «Ростехнології».

### Транспорт
Залізнична станція Верхня, напрямки Єкатеринбург — Приоб'є.